# Biduanda minara
Biduanda minara är en fjärilsart som beskrevs av Hans Fruhstorfer 1912. Biduanda minara ingår i släktet Biduanda och familjen juvelvingar. Inga underarter finns listade i Catalogue of Life.